# Gunthwaite and Ingbirchworth
 (mars 2023).
Gunthwaite and Ingbirchworth est une paroisse civile du Yorkshire du Sud, en Angleterre. Elle comprend le hameau de Gunthwaite et le village d'Ingbirchworth. Au recensement de 2001, la paroisse comptait 400 habitants, puis 460 au recensement de 2011, et on estime en 2022 qu'elle en compte environ 600.